# Howard Johnson
Howard Johnson (* 1956) je elektrotechnik známý svou poradenskou činností a běžně odkazovanými knihami na téma integrity signálu, zejména pro návrh vysokorychlostních elektronických obvodů. Působil jako hlavní technický redaktor standardizace Fast Ethernet a Gigabit Ethernet a IEEE byl uznán jako „vynikající přispěvatel“ do gigabitové pracovní skupiny IEEE P802.3z.

## Životopis
V roce 1978 získal Johnson bakalářský titul v elektrotechnice. Magisterské studium elektrotechniky ukončil v roce 1979 a svá studia dokončil roku 1982 doktorátem na Riceově univerzitě v texaském Houstonu. Jeho disertační práce nesla název Návrh algoritmů DFT.

## Příspěvek elektrotechnice
Johnson významně zvýšil povědomí o analogových účincích při práci ve vysokorychlostních digitálních elektronických systémech.
V moderních digitálních systémech je běžné, že digitální designy podléhají analogovým efektům, i když pracují na relativně nízké hodinové frekvenci. Obvody pracující s nižšími hodinovými frekvencemi se mohou chovat jako vysokorychlostní digitální systémy, pokud je na okrajích signálu dostatečný vysokofrekvenční obsah (při přechodu mezi digitálními logickými úrovněmi) vzhledem k vzdálenosti uražené přes desku plošných spojů. V důsledku zdokonalení polovodičového procesu mohou stačit rychlejší okrajové rychlosti i „nízko technologických“ elektronických součástek, aby byl systém efektivně vysoký a tudíž vystaven zmatku způsobenému neočekávanými analogovými efekty.
Dobrým příkladem je jeho ilustrace matice vzestupných hran, které jsou výsledkem různých kombinací povrchového jevu a dielektrické ztráty, což ilustruje konstrukční problémy PCB, s nimiž se setkáváme při mikrovlnných frekvencích.
Johnson se také aktivně účastnil vývoje dvou standardů IEEE (Institute of Electrical and Electronics Engineers), které upravují Ethernet — IEEE 802.3 Fast Ethernet a IEEE 802.3 Gigabit Ethernet.

## Publikace
Johnson je autorem či spoluautorem tří knih:
- High-Speed Digital Design: A Handbook of Black Magic (Prentice Hall, New Jersey 1993), ISBN 978-0133957242
- Fast Ethernet: Dawn of a New Network (Prentice Hall, New Jersey 1996), ISBN 978-0133526431
- High-Speed Signal Propagation: Advanced Black Magic (Prentice Hall, New Jersey 2003), ISBN 978-0130844088

Byl rovněž autorem rubriky Signal Integrity v měsíčníku EDN (magazine), z níž se později stal blog Signal-Integrity.
Se svými semináři o elektrotechnice se po 20 letech rozloučil 24. června 2013 posledním příspěvkem Seek inspiration (Hledejte inspiraci).